# Puente Romano (Granada)
El puente Romano es un puente de la ciudad española de Granada. Está situado dentro del casco urbano, sobre el río Genil, justo en su confluencia con el río Darro. Aunque se le denomine romano, por sus materiales y la forma de colocarlos, fue levantado en el siglo XII, quizás sobre restos anteriores. Está declarado Bien de Interés Cultural en 2007, dentro del Jardín Histórico de los Paseos del Genil.

## Descripción
Es un puente de cinco bóvedas de cañón, de 7 m de luz cada una, con potentes tajamares semicirculares de piedra en forma de ángulo, para darle solidez ante las crecidas. Las bóvedas están construidas en ladrillo, tal como puso de manifiesto la restauración llevada a cabo por José Antonio Fernández Ordóñez, en los años 80. Durante mucho tiempo, soportó el tráfico urbano de la ciudad, pero desde su restauración, y la construcción de un puente moderno paralelo (llamado Puente del Cristo de la Expiración o, vulgarmente Puente Blanco), tiene carácter peatonal.
El puente, que se corresponde con el paseo del Violón, salva el río Genil, y de ahí toma el nombre. Aparece descrito en el Estudio descriptivo de los monumentos árabes de Granada, Sevilla y Córdoba (1885) de Rafael Contreras y Muñoz con las siguientes palabras:

Puente de Genil. Reconstruído en tiempo de Felipe II por haber sido roto en una inundación repentina; restaurado después muchas veces, hasta la última en 1865. No tiene interés monumental. Aguas abajo, se encuentra un castillo arruinado que sirvió mucho en las guerras contra los Infantes de Castilla. El vulgo dió en llamar á este castillo la Cabeza del P. Piquiñote, suponiendo que fué el refugio, después de la conquista, de un conspirador que incitó y fraguó la rebelión de los moriscos, y que descubierto por delación, fué decapitado y puesta su cabeza en un lugar de tránsito, que suponemos más allá de la huerta del Duque de Gor.
(Contreras y Muñoz, 1885, p. 368)

## Historia
Fue construido a mediados del siglo XII, con lajas de piedra de la La Malahá dispuestas a soga y tizón, no quedando constancia de su autor. Algunos eruditos estiman que su construcción se hizo sobre los restos de fábrica de un anterior puente romano, aunque otras fuentes, señalan que fue un puente califal. Existe constancia documental de un gran número de reparaciones a lo largo del tiempo, desde la primera, de 1300, realizada por Ibn al Jatib; la importante reforma de Juan Rueda de Alcántara, en 1685 tras una gran riada, de la que provienen los actuales tajamares, así como los pequeños leones, con pedestal, de los extremos (esculpidos por Juan de Sevilla), elaborados en el resistente mármol gris de Sierra Elvira y que portan el escudo de la capital del Reino de Granada; las de 1763 y 1865. 
En grabados antiguos, como el aguafuerte de Francisco Heylan (comienzos del siglo XVII), puede apreciarse que los tajamares eran mucho más bajos y escalonados, y que carecía de pretil.